# 24K Magic
Pour l’article homonyme, voir 24K Magic (chanson).
Albums de Bruno Mars
Unorthodox Jukebox
(2012) An Evening with Silk Sonic
(2021)
Singles
1. 24K Magic
Sortie : 6 octobre 2016
2. That's What I Like
Sortie : 1 mars 2017
3. Versace On The Floor
Sortie : 13 Août 2017
4. Finesse
Sortie : 4 janvier 2018

24K Magic est le troisième album studio du chanteur américain Bruno Mars sorti en 2016, publié chez Atlantic Records. Le premier single extrait de cet album est 24K Magic sorti le 7 octobre 2016.
Bruno Mars retrouve Philip Lawrence et Christopher Brody Brown, qui ont composé l'album sous leur pseudonyme commun Shampoo Press & Curl. Mars a travaillé avec de nouveaux compositeurs et producteurs notamment les Stereotypes et James Fauntleroy. Les sessions d'enregistrement de 24K Magic ont eu lieu entre fin 2015 et septembre 2016 aux studios Glenwood Place à Burbank, en Californie.
Plusieurs critiques ont déclaré que 24K Magic était façonné à partir d'éléments de R&B, de soul, de funk, de pop et de new jack swing. Mars a été inspiré pour créer un album sur lequel il pourrait capturer le son du R&B des années 1980-1990, qu'il écoutait et sur lequel il dansait pendant son enfance. Il voulait faire danser les gens et leur procurer le même plaisir qu'il avait. Les paroles de 24K Magic explorent des thèmes similaires à ceux de son prédécesseur, Unorthodox Jukebox (2012), notamment l'argent et le sexe. Selon Mars, bien qu'il ait réussi à convaincre Atlantic Records du son de l'album, ils ont d'abord hésité.
24K Magic a débuté à la deuxième place du classement Billboard 200 avec des ventes de 231 000 unités d'album équivalentes en première semaine et est devenu le premier album de Mars à être classé numéro un dans le Top R&B/Hip-Hop Albums américain. Il a également atteint la deuxième place au Canada, en France et en Nouvelle-Zélande, et a produit cinq singles : 24K Magic, That's What I Like et Finesse (remix avec Cardi B), qui ont connu un succès commercial, tandis que Versace on the Floor s'est classé modérément dans divers pays et que Chunky a eu une sortie limitée. That's What I Like a atteint la première place du Billboard Hot 100, devenant la septième chanson numéro un de Mars aux États-Unis. L'album a été certifié triple platine aux États-Unis, en France et en Nouvelle-Zélande, et double platine au Canada.
Les réactions critiques à 24K Magic ont été généralement favorables ; de nombreux critiques ont remarqué le changement de style, axé sur le R&B contemporain, et l'amélioration de la production. D'autres ont critiqué le détachement de l'auditeur occasionnel et le manque de « vulnérabilité » de ses ballades précédentes. Lors des Grammy Awards 2018, 24K Magic a remporté sept Grammy Awards, dont ceux de l'album de l'année et du meilleur album R&B, tandis que la chanson titre a remporté le prix de l'enregistrement de l'année et That's What I Like celui de la chanson de l'année lors de la même cérémonie. Plusieurs publications ont classé l'album comme l'un des meilleurs disques de l'année et l'Associated Press l'a désigné comme le dixième meilleur album des années 2010. La promotion de l'album a également été assurée par le 24K Magic World Tour (2017-2018).

## Liste des pistes
| 1.    | 24K Magic               | - Bruno Mars - Philip Lawrence - Christopher "Brody" Brown Pasquale Verrigni                | - Shampoo Press & Curl - The Stereotypes             | 3:46 |
| 2.    | Chunky                  | - Mars - Lawrence - Brown - James Fauntleroy                                                | - Shampoo Press & Curl                               | 3:06 |
| 3.    | Perm                    | - Mars - Lawrence - Brown - Homer Steinweiss - Trevor Lawrence, Jr.                         | - Shampoo Press & Curl                               | 3:30 |
| 4.    | That's What I Like      | - Mars - Lawrence - Brown - Johnathan Yip - Ray Romulus - Jeremy Reeves - Ray McCullough II | - Shampoo Press & Curl - The Stereotypes             | 3:26 |
| 5.    | Versace On The Floor    | - Mars - Lawrence - Brown - James Fauntleroy                                                | - Shampoo Press & Curl                               | 4:21 |
| 6.    | Straight Up & Down      | - Mars - Lawrence - Brown - Fauntleroy - Carl Martin - Marc Gray - Faheem Najm              | - Shampoo Press & Curl                               | 3:18 |
| 7.    | Calling All My Lovelies | - Mars - Lawrence - Brown - Fauntleroy - Jeff Bhasker - Emile Haynie                        | - Shampoo Press & Curl - Jeff Bhasker - Emile Haynie | 4:10 |
| 8.    | Finesse                 | - Mars - Lawrence - Brown - Yip - Romulus - Reeves - McCullough II                          | - Shampoo Press & Curl - The Stereotypes             | 3:10 |
| 9.    | Too Good to Say Goodbye | - Mars - Lawrence - Kenneth "Babyface" Edmonds                                              | - Shampoo Press & Curl - Jeff Bhasker                | 4:41 |
| 33:28 |                         |                                                                                             |                                                      |      |

| 10. | 24K Magic (clip) | - Mars - Cameron Duddy | 3:46 |

## Crédits
- Bruno Mars : chant principal, artwork[6]
- Charles Moniz	: ingénieur du son
- Jacob Dennis : ingénieur assistant
- Serban Ghenea : mixage
- John Hanes : mixing assistant
- Tom Coyne : mastering
- Shampoo Press & Curl : production exécutive
- Shmuel Dolla $Ign : manageur
- Craig Rosen : A&R
- Kai Z Feng : photographe
- Greg Gigendad Burke : artwork
- James Fauntleroy : auteur
- Emile Haynie : producteur
- Jeff Bhasker : producteur

## Classements
| Classements (2016-18)               | Meilleure position |
| ----------------------------------- | ------------------ |
| Allemagne (Media Control AG)        | 9                  |
| Australie (ARIA)                    | 3                  |
| Autriche (Ö3 Austria Top 40)        | 14                 |
| Belgique (Flandre Ultratop)         | 4                  |
| Belgique (Wallonie Ultratop)        | 5                  |
| Canada (Canadian Albums)            | 2                  |
| Danemark (Tracklisten)              | 6                  |
| Espagne (Promusicae)                | 4                  |
| États-Unis (Billboard 200)          | 2                  |
| États-Unis (Top R&B/Hip-Hop Albums) | 1                  |
| Finlande (Suomen virallinen lista)  | 17                 |
| France (SNEP)                       | 2                  |
| Italie (FIMI)                       | 14                 |
| Norvège (VG-lista)                  | 8                  |
| Nouvelle-Zélande (RIANZ)            | 2                  |
| Pays-Bas (Mega Album Top 100)       | 5                  |
| Portugal (AFP)                      | 5                  |
| Suède (Sverigetopplistan)           | 7                  |
| Suisse (Schweizer Hitparade)        | 4                  |
| Royaume-Uni (UK Albums Chart)       | 3                  |

## Ventes et certifications
| Région | Certification | Ventes/Streams |
| --- | ------------- | -------------- |
| États-Unis (RIAA) | 3 × Platine   | 3 000 000*     |
| France (SNEP) | 3 × Platine   | 300 000‡       |
| *Ventes selon la certification ^Mise en rayon selon la certification xNon précisé par la certification ‡ventes/streaming selon la certification |               |                |